# Ulvales
Ulvales é uma ordem de algas verdes que inclui espécies de grande importância para o meio aquático.

## Famílias
A ordem Ulvales inclui as seguintes famílias:
- Bolbocoleonaceae
- Cloniophoraceae
- Ctenocladaceae
- Kornmanniaceae
- Phaeophilaceae
- Ulvaceae
- Ulvellaceae